# Sneferka
Sneferka fou un faraó de la primera dinastia de l'antic Egipte, potser el darrer, que va governar després de Qa'a, potser va precedir o succeir el faraó de nom desconegut, que va rebre el nom provisional Ocell. En el convuls temps que va originar el canvi de la dinastia Sneferka va governar poc temps i no es coneix la relació que podia tenir amb altres governants anteriors. El seu nom apareix en dos fragments trobats a Saqqara, al complex funerari de Djoser.